# Jorge Briceño Suárez
Pour les articles homonymes, voir Briceño et Suárez.
Víctor Julio Suárez Rojas, né le 2 mai 1953 à Cabrera (Cundinamarca) ou à Boavita (Boyacá), et mort le 23 septembre 2010 dans la Serranía de la Macarena (Meta), plus connu sous ses noms de guerre Jorge Briceño Suárez ou Mono Jojoy, est un guérillero colombien, dirigeant des Forces armées révolutionnaires de Colombie (FARC).

## Biographie
Les parents de Victor Julio Suárez Rojas se déplacent à la fin des années 1950 vers le Sumapaz à la suite de la guerre civile qui déchire le pays (période de La Violencia). Ils y rejoignent le groupe d'autodéfense paysanne dirigé par Juan de la Cruz Varela (es), qui finit par rendre les armes dans le cadre d'un processus de paix avec le gouvernement. Une partie des membres de l'autodéfense restent toutefois sous les armes et fondent une guérilla de sympathies communistes, qui rejoindra les FARC à leur fondation. Sa mère devient cuisinière d'un détachement de la guérilla placé sous le commandement de Jacobo Arenas, qui sera le protecteur de Suárez Rojas au sein des FARC. C'est de cette époque que date le surnom de Mono Jojoy .
Son activité de guérillero commence dans le Sumapaz, où il devient commandant après une embuscade victorieuse qui avait fait 24 morts dans les rangs de l'armée. Il fonde dans la région avec d'autres guérilleros locaux, notamment son frère, Grannobles, et un proche, Romaña, plusieurs fronts des FARC, et parvient à expulser les soldats et policiers du gouvernement de plusieurs municipalités, parmi lesquelles Cabrera, Pasca, Venecia et San Bernardo.  
C'est à partir des années 1980 qu'il commence réellement son ascension au sein des FARC : en 1983, il devient chef de la sécurité de Jacobo Arenas ;  il est nommé responsable du front 7 en 1989 après que son prédécesseur en cette fonction se soit vu retirer son commandement, soupçonné d'avoir eu recours au trafic de drogue pour financer son unité ; il prend ensuite la direction du front 27 dans la Serranía de La Macarena, et construit deux autres fronts dans le département du Meta. Il se signale par des succès militaires, tandis que la répression contre l'Union Patriotique renforce au sein des FARC la faction convaincue de la nécessité de privilégier la lutte armée. 
En 1990, à la mort de Jacobo Arenas, Mono Jojoy devient membre du secrétariat des FARC, l'instance suprême du mouvement, puis en 1993, commissaire politique du Bloc oriental, le « cœur » des FARC. Il y dirige les opérations les plus importantes de l'histoire du mouvement, dont la conquête de plusieurs bases militaires à la fin de la décennie. À partir de 1997, il met également en œuvre avec ses lieutenants la stratégie dite du « vide du pouvoir », consistant à forcer la démission des autorités élues ou nommées des zones d'influence des FARC, ou à les assassiner. Son importance s'affirme plus encore entre 1999 et 2002, période où se déroulent des négociations avec le gouvernement d'Andrés Pastrana sur une zone démilitarisée de 42 000 km2 autour de San Vicente del Caguán, et où était également implanté le Bloc oriental de Jorge Briceño . On estime qu'en 2010 Mono Jojoy avait encore près de 4 000 hommes sous ses ordres dans le Bloc oriental. 

## La fin des années 2000: poursuites et mort
Briceño Suárez fait l'objet de plus de 70 mandats d'arrestation émis par Interpol, entre autres pour homicides, rébellion, prise d'otages et extorsion. Le Département d'État des États-Unis offre 5 millions de dollars pour toute information permettant sa capture,. Le 1er décembre 2008, il est condamné par contumace à 40 ans de prison pour avoir commandité l'attentat du club El Nogal qui avait fait 36 morts et 200 blessés le 7 février 2003 à Bogotá, bien que l’implication alléguée des FARC dans l'attentat soit douteuse.
Le 23 septembre 2010, El Mono Jojoy a été abattu par l'armée colombienne lors d'une opération militaire réunissant les forces terrestre et aérienne, menée dans la Serranía de la Macarena (département de Meta),. La localisation du chef guérillero a été effectuée par les services de renseignement colombiens grâce à des bottes contenant un GPS : ayant intercepté une communication des FARC indiquant que le commandant du Bloc oriental avait besoin de bottes particulières en conséquence d'effets secondaires de son diabète, les services colombiens sont parvenus à lui faire livrer cette paire de bottes. Le GPS a détecté des mouvements à partir du lundi 21 septembre, ce qui a donné lieu à un bombardement infructueux ce jour-là. Après ce bombardement, Jojoy a rejoint un autre campement qui est à son tour bombardé le 23 septembre vers 2 heures du matin. Cette fois, Jorge Briceño et huit autres guérilleros sont tués .

## Réactions
Selon le président colombien Juan Manuel Santos, Briceño Suarez était « le symbole de la terreur », et c'est pour cela que sa mort est « le coup le plus dur qui ait été donné aux FARC dans l'histoire ». Pour Barack Obama, c'est « un grand jour pour la Colombie et tous ceux qui veulent la paix dans la région». Hugo Chávez indique en revanche qu'«on ne peut se réjouir de la mort de personne», souhaitant que l'on trouve le chemin vers un accord de paix. Fidel Castro juge que l'opération de l'armée colombienne est «un assassinat honteux», qui a eu lieu sans aucun combat. Il dénonce l'emploi de bombes téléguidées «fournies par les États-Unis à leur allié». De son côté la guérilla s'indigne des opérations médiatiques orchestrées par «  l'oligarchie haineuse » visant à « détruire l'image et l’exemple de dignité » que représentait Jorge Briceno, remarquant qu'après avoir tué un homme l'oligarchie s’employait désormais à détruire le « rêve d'une immense foule d'opprimés qui croit au projet libérateur porté par les FARC-EP ».
Pastor Alape, commandant du Bloc Magdalena Medio, intègre le secrétariat des FARC après l'annonce de la mort de Mono Jojoy .